# Giling (Pabelan)
Giling is een bestuurslaag in het regentschap Semarang van de provincie Midden-Java, Indonesië. Giling telt 1268 inwoners (volkstelling 2010).